# Les Nouvelles Aventures de Blinky Bill
 (novembre 2012).
Si vous disposez d'ouvrages ou d'articles de référence ou si vous connaissez des sites web de qualité traitant du thème abordé ici, merci de compléter l'article en donnant les références utiles à sa vérifiabilité et en les liant à la section « Notes et références ».
Les Aventures extraordinaires de Blinky Bill
Les Nouvelles Aventures de Blinky Bill est une série d'animation franco-australienne réalisée en 2000. Elle fait figure de troisième saison pour la série Les Aventures extraordinaires de Blinky Bill.
En France, elle est diffusée sur Canal J, sur TiJi et sur France 5 dans Zouzous. Au Québec, la série est diffusée dans Zone Jeunesse sur ICI Radio-Canada Télé.

## Synopsis
Blinky Bill, sa sœur Nutsy et Flap l'ornithorynque décident d'aller voir un cirque, malgré l'interdiction de la mère de Blinky. Arrivés au cirque, Tico, le toucan du cirque, les empêche d'entrer. Après être passés par l'entrée des artistes, les trois amis vont tomber sur les animaux du cirque qui leur confieront être maltraités par leurs propriétaires, les frères Circus. Blinky se fera capturer par l'un d'entre eux et devra se fera passer pour un trapéziste pour pouvoir s'enfuir. En l'attachant à une roulotte, Blinky, ses amis et les animaux du cirque vont décrocher le chapiteau pour s'envoler et ainsi échapper à Basil et Cyril Circus. Ils vont alors faire le tour du monde afin de ramener chaque nouvel ami chez lui. Pour cela, il faudra échapper aux frères Circus, qui n'ont plus rien à perdre et qui tenteront de les empêcher par tous les moyens.

## Personnages
- Blinky Bill

Héros de l'aventure. C'est un koala gris qui a décidé de rendre la liberté aux animaux du cirque. En voulant leur donner une nouvelle vie, il est aussi devenu l'ennemi n°1 des frères Circus, les propriétaires du cirque, qui le pourchassent inlassablement.
- Nutsy

C'est la sœur de Blinky Bill qui l'accompagne dans ses aventures.
- Flap

C'est un ornithorynque, il est le meilleur ami de Blinky. Il s'entend bien avec Lucas.
- Tico

Un toucan qui avait refusé à Blinky et ses amis d'entrer dans le cirque.
- Ling Ling

Une fille panda.
- Le maître

Un panda.
- Lucas

Un singe au pelage brun. Il s'entend bien avec Flap.
- Pénélope

Une chienne au pelage rose.
- Bobo

Un singe brun qui a rencontré Blinky et ses amis en leur tendant un piège, il a une sœur.
- Petite Fouine

C'est une fouine.
- Les Frères Circus
  - Basil

C'est l'un des propriétaires du cirque, il est le frère de Cyril. De forte corpulence et moustachu, il est toujours vêtu d'un haut-de-forme noir et une cape noire et rose. Son objectif est de capturer Blinky Bill et de récupérer les animaux du cirque. Soupe au lait, il devient complètement fou quand son plan échoue et a pris l'habitude de reprocher ces échecs à Cyril.
- - Cyril

C'est l'un des propriétaires du cirque, il est le frère de Basil. Il porte des chaussures roses et une grande salopette bleue. Gentil de nature et un peu simplet, il travaille avec son frère au cirque et va l'accompagner dans sa quête des animaux. Souvent pris pour cible par Basil, il est son opposé et ne se met jamais en colère.

## Épisodes
1. La grande évasion
2. La vie dans la forêt
3. L'Antarctique
4. Arrivée au Pôle Sud
5. Flap et le petit pingouin
6. Blinky cherche un trésor
7. Léon retrouve sa famille
8. Un singe en Afrique
9. Le collier volé
10. Joyeux anniversaire Blinky !
11. La marche de l'éléphant
12. Arrivée en Chine
13. À la recherche du panda
14. Le dragon de la montagne
15. Un serpent sachant nager
16. Le village de la jungle
17. Tico le toucan
18. La fleur vénéneuse
19. Avis de tempête
20. Tico aime le cirque
21. Gare au tigre !
22. Les gardiens du temple
23. Le collier de diamant
24. Blinky Bill, superstar
25. Dernier jour à Paris
26. Retour au village

## Voix françaises
- Sylvie Jacob : Blinky Bill
- Natacha Muller : Nutsy
- Stéphane Ronchewski : Tico
- Jean-François Kopf : Basil Circus
- Patrice Dozier : Cyril Circus
- Fabrice Fara : Lucas et Splodge
- Élisabeth Fargeot : Pénélope et Ling Ling
- Laurent Mantel : Flap, Léon et Gustave
- Michel Dodane : l'interprète du générique

 Source et légende : version française (VF) sur RS Doublage et Planète Jeunesse